# Ryszard Soćko
Ryszard Romuald Soćko – polski trener podnoszenia ciężarów, w tym kadry narodowej Polski.
Postanowieniem prezydenta RP Aleksandra Kwaśniewskiego z 7 października 2004 został odznaczony Krzyżem Oficerskim Orderu Odrodzenia Polski za wybitne osiągnięcia sportowe, za zasługi w krzewieniu idei olimpijskiej.